# Arthroleptis lameerei
Arthroleptis lameerei là một loài ếch thuộc họ Arthroleptidae.
Loài này có ở Angola, Burundi, và Cộng hòa Dân chủ Congo.
Môi trường sống tự nhiên của chúng là rừng ẩm vùng đất thấp nhiệt đới hoặc cận nhiệt đới và xavan ẩm.